# Teodoro Filoxeno Soterico Filoxeno
Flávio Teodoro Filoxeno Soterico Filoxeno (em latim: Flavius Theodorus Philoxenus Soterichus Philoxenus), foi um oficial bizantino dos séculos V e VI, ativo durante o reinado dos imperadores Anastácio I (r. 491–518) e Justino I (r. 518–527). 

## Vida
Flávio Teodoro Filoxeno Soterico Filoxeno nasceu em data desconhecida ao longo do século V. Sua carreira é conhecida através de quatro dípticos consulares, três idênticos abrigados em Compiègne e outro em Milão, fora menções na obra de João Malalas. Em momento desconhecido foi agraciado com o título de conde dos domésticos, que parece ter retido, talvez honorificamente, até 525, ano de seu consulado. É provável que seja o caso, pois falta em seus dípticos a palavra ex antes do título, que é como geralmente as inscrições indicam que o registrado não detém mais a posição. É também possível que tenha recebido o título para dar-lhe acesso ao senado sob o título de homem ilustre, como igualmente é mencionado nas inscrições.
Durante o reinado do imperador Anastácio I (r. 491–518), foi designado mestre dos soldados da Trácia. Em algum momento desconhecido, e sob circunstâncias também desconhecidas, foi exilado com Apião e Diogeniano por ordens de Anastácio. Por também faltar o designativo ex em seus dípticos, é capaz que ainda fosse mestre dos soldados no momento do exílio. No início do reinado de Justino I (r. 518–527), todos os três foram reconvocados à corte.  Em 525, Teodoro foi nomeado cônsul pelo Oriente, com Probo Júnior sendo seu parceiro ocidental.